# NGC 3282
NGC 3282 est une galaxie lenticulaire située dans la constellation de l'Hydre. NGC 3282 a été découverte par l'astronome américain Lewis Swift en 1886.

## Caractéristiques
Sa vitesse par rapport au fond diffus cosmologique est de 4 054 ± 30 km/s, ce qui correspond à une distance de Hubble de 59,8 ± 4,2 Mpc (∼195 millions d'al).